# Gråträsk
Gråträsk, (Umesamiska: Jeärbmure) är en by i västligaste delen av Piteå socken och Piteå kommun i södra Norrbotten nära lappmarksgränsen.
Gråträsk ligger på en landtunga mellan sjöarna Gråträsket (347 m ö.h.) i öster och Pjesker (343 m ö.h.) i väster. Allra närmast byn i söder ligger den lilla Vitsjön. Vid Notviken av Gråträsket ligger byns badplats. Byn ligger längs militärvägen.
Cirka 6 kilometer väster om Gråträsk ligger byn Pjesker i Arvidsjaurs kommun (Lappland).

## Historia

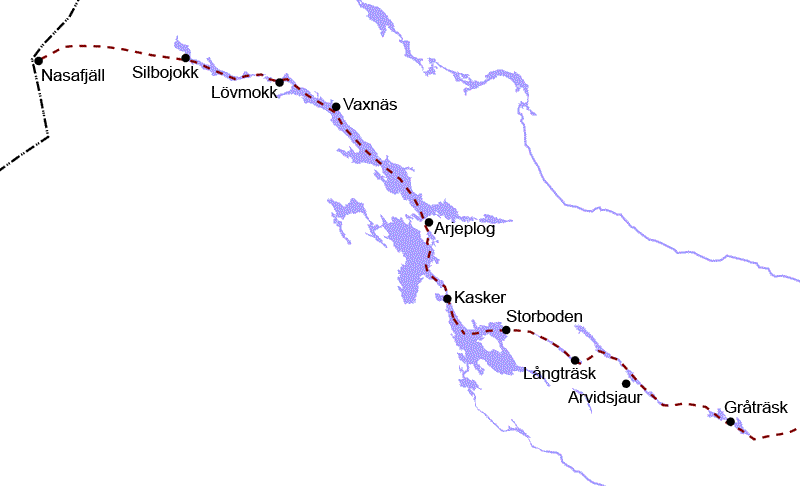
Vinterleden från Gråträsk till Nasafjälls silververk, med hållställen markerade. Alla hållställen var inte i drift samtidigt.

I den lilla sjön Tjautjer, belägen 2,5 kilometer sydsydväst om Gråträsk by, gjordes 1897 ett arkeologiskt fynd som har blivit känt som Gråträskfyndet. Det består av nästan 1 000 föremål av silver, brons och tenn från perioden 750–1350 e.Kr. och antas ha placerats i sjön på 1300- eller 1400-talet. I allmänhet har detta tolkats som ett samiskt offerplatsfynd. När arkeologen Inger Zachrisson 1984 disputerade på offerplatsfynden, eller metalldepåerna som hon valde att kalla dem, gjorde hon emellertid en annan tolkning. I Gråträskfyndet finns varken ben eller horn, vilket anses vara typiskt för samiska offerplatser. Zachrisson menade att Gråträskfyndet i stället var en gömma för gods som stulits från offerplatser.
År 1562 skrevs Gråtesk och år 1580 skrevs Gråträsk. Namnet har i förledet ett adjektiv av färgen grå. Det åsyftar vattnets färg. Efterledets träsk betyder sjö.
I Gråträsk uppfördes ett nybygge omkring år 1600. Platsen är sedan dess en gammal by som under första Nasafjällsepoken (1635–1659) var omlastningsplats för malm från Nasafjälls silververk till hamnen i Piteå. Här lastades malmen om från samernas rendragna ackjor till de svenska böndernas hästdragna slädar. Eftersom detta var en viktig knutpunkt uppfördes 1645 Gråträsks kapell. Idag finns i Gråträsk en rekonstruktion av detta kapell.